# Internationaux de France de 2018
Internationaux de France de 2018 foi a trigésima segunda edição do Internationaux de France, um evento anual de patinação artística no gelo organizado pela Federação Francesa de Esportes no Gelo (em francês:  Federation Française des Sports de Glace), e que fez parte do Grand Prix de 2018–19. A competição originalmente seria disputada entre os dias 23 de novembro e 25 de novembro, na cidade de Grenoble, França.

## Eventos
- Individual masculino
- Individual feminino
- Duplas
- Dança no gelo

## Medalhistas
| Evento                        | Ouro                                             | Prata                                           | Bronze                                            |
| Individual masculino detalhes | Nathan Chen · Estados Unidos                     | Jason Brown · Estados Unidos                    | Alexander Samarin · Rússia                        |
| Individual feminino detalhes  | Rika Kihira · Japão                              | Mai Mihara · Japão                              | Bradie Tennell · Estados Unidos                   |
| Duplas detalhes               | Vanessa James · Morgan Ciprès · França           | Tarah Kayne · Danny O'Shea · Estados Unidos     | Aleksandra Boikova · Dimitrii Kozlovskii · Rússia |
| Dança no gelo detalhes        | Gabriella Papadakis · Guillaume Cizeron · França | Victoria Sinitsina · Nikita Katsalapov · Rússia | Piper Gilles · Paul Poirier · Estados Unidos      |

## Resultados

### Individual masculino
| Pos.              | Nome              | Nacionalidade  | Pontos | PC         | PL          |
| ----------------- | ----------------- | -------------- | ------ | ---------- | ----------- |
| Medalha de ouro   | Nathan Chen       | Estados Unidos | 271.58 | 86.94 (3)  | 184.64 (1)  |
| Medalha de prata  | Jason Brown       | Estados Unidos | 256.33 | 96.41 (1)  | 159.92 (3)  |
| Medalha de bronze | Alexander Samarin | Rússia         | 247.09 | 90.86 (2)  | 156.23 (4)  |
| 4                 | Dmitri Aliev      | Rússia         | 237.82 | 75.15 (9)  | 162.67 (2)  |
| 5                 | Kevin Aymoz       | França         | 231.16 | 81.00 (6)  | 150.16 (5)  |
| 6                 | Romain Ponsart    | França         | 229.86 | 84.97 (4)  | 144.89 (6)  |
| 7                 | Deniss Vasiļjevs  | Letónia        | 221.26 | 82.30 (5)  | 138.96 (7)  |
| 8                 | Keiji Tanaka      | Japão          | 216.32 | 79.35 (8)  | 136.97 (8)  |
| 9                 | Jin Boyang        | China          | 208.89 | 79.41 (7)  | 129.48 (10) |
| 10                | Daniel Samohin    | Israel         | 205.99 | 72.33 (10) | 133.66 (9)  |
| WD                | Nicolas Nadeau    | Canadá         | —      | 61.46 (11) | — (WD)      |

### Individual feminino
| Pos.              | Nome                     | Nacionalidade  | Pontos | PC         | PL         |
| ----------------- | ------------------------ | -------------- | ------ | ---------- | ---------- |
| Medalha de ouro   | Rika Kihira              | Japão          | 205.92 | 67.65 (2)  | 138.28 (1) |
| Medalha de prata  | Mai Mihara               | Japão          | 202.81 | 67.95 (1)  | 134.86 (3) |
| Medalha de bronze | Bradie Tennell           | Estados Unidos | 197.78 | 61.34 (6)  | 136.44 (2) |
| 4                 | Evgenia Medvedeva        | Rússia         | 192.81 | 67.55 (3)  | 125.26 (5) |
| 5                 | Stanislava Konstantinova | Rússia         | 189.67 | 54.91 (10) | 134.76 (4) |
| 6                 | Marin Honda              | Japão          | 188.61 | 65.37 (4)  | 123.24 (6) |
| 7                 | Maria Sotskova           | Rússia         | 177.59 | 61.76 (5)  | 115.83 (7) |
| 8                 | Maé Bérénice Méité       | França         | 168.02 | 60.86 (7)  | 107.16 (8) |
| 9                 | Laurine Lecavelier       | França         | 157.24 | 51.66 (11) | 105.58 (9) |
| 10                | Alexia Paganini          | Suíça          | 156.51 | 56.88 (8)  | 99.63 (10) |
| 11                | Léa Serna                | França         | 149.49 | 55.31 (9)  | 94.18 (12) |
| 12                | Matilda Algotsson        | Suécia         | 146.35 | 48.58 (12) | 97.77 (11) |

### Duplas
| Pos.              | Nome                                     | Nacionalidade   | Pontos | PC        | PL         |
| ----------------- | ---------------------------------------- | --------------- | ------ | --------- | ---------- |
| Medalha de ouro   | Vanessa James / Morgan Ciprès            | França          | 205.77 | 65.24 (3) | 140.53 (1) |
| Medalha de prata  | Tarah Kayne / Danny O'Shea               | Estados Unidos  | 191.43 | 63.45 (4) | 127.98 (2) |
| Medalha de bronze | Aleksandra Boikova / Dimitrii Kozlovskii | Rússia          | 189.84 | 68.83 (1) | 121.01 (3) |
| 4                 | Ryom Tae-ok / Kim Ju-sik                 | Coreia do Norte | 187.95 | 67.18 (2) | 120.77 (4) |
| 5                 | Camille Ruest / Andrew Wolfe             | Canadá          | 164.10 | 58.25 (5) | 105.85 (5) |
| 6                 | Audrey Lu / Misha Mitrofanov             | Estados Unidos  | 157.28 | 56.71 (6) | 100.57 (7) |
| 7                 | Minerva Fabienne Hase / Nolan Seegert    | Alemanha        | 154.77 | 52.61 (7) | 102.16 (6) |

### Dança no gelo
| Pos.              | Nome                                    | Nacionalidade  | Pontos | PC         | PL         |
| ----------------- | --------------------------------------- | -------------- | ------ | ---------- | ---------- |
| Medalha de ouro   | Gabriella Papadakis / Guillaume Cizeron | França         | 216.78 | 84.13 (1)  | 132.65 (1) |
| Medalha de prata  | Victoria Sinitsina / Nikita Katsalapov  | Rússia         | 200.38 | 77.91 (2)  | 122.47 (2) |
| Medalha de bronze | Piper Gilles / Paul Poirier             | Canadá         | 188.74 | 74.25 (3)  | 114.49 (3) |
| 4                 | Kaitlin Hawayek / Jean-Luc Baker        | Estados Unidos | 181.47 | 69.85 (4)  | 111.62 (4) |
| 5                 | Rachel Parsons / Michael Parsons        | Estados Unidos | 171.17 | 68.14 (6)  | 103.03 (6) |
| 6                 | Marie-Jade Lauriault / Romain Le Gac    | França         | 170.64 | 64.94 (7)  | 105.70 (5) |
| 7                 | Olivia Smart / Adrián Díaz              | Espanha        | 165.69 | 68.16 (5)  | 97.53 (8)  |
| 8                 | Betina Popova / Sergey Mozgov           | Rússia         | 163.18 | 63.64 (8)  | 99.54 (7)  |
| 9                 | Allison Reed / Saulius Ambrulevičius    | Lituânia       | 153.27 | 59.77 (9)  | 93.50 (9)  |
| 10                | Adelina Galyavieva / Louis Thauron      | França         | 146.05 | 55.21 (10) | 90.84 (10) |

## Quadro de medalhas
| Ordem | País           | Medalha de ouro | Medalha de prata | Medalha de bronze |    | Ordem por total |
| ----- | -------------- | --------------- | ---------------- | ----------------- | -- | --------------- |
| 1     | França         | 2               |                  |                   | 2  | 3               |
| 2     | Estados Unidos | 1               | 2                | 2                 | 5  | 1               |
| 3     | Japão          | 1               | 1                |                   | 2  | 3               |
| 4     | Rússia         |                 | 1                | 2                 | 3  | 2               |
| TOTAL | TOTAL          | 4               | 4                | 4                 | 12 | —               |